# 리빙아트
리빙아트(LivingArt)는 남북 경제 협력 사업으로 조성된 개성공단에 입주하여 주방 기구를 생산하는 기업이다. 2004년 12월 15일 냄비 세트를 첫 생산하여 서울 롯데백화점에서 판매하였다.